# Lézat-sur-Lèze
Lézat-sur-Lèze – miejscowość i gmina we Francji, w regionie Oksytania, w departamencie Ariège.
Według danych na rok 1990 gminę zamieszkiwały 1964 osoby, a gęstość zaludnienia wynosiła 49 osób/km² (wśród 3020 gmin regionu Midi-Pireneje Lézat-sur-Lèze plasuje się na 189 miejscu pod względem liczby ludności, natomiast pod względem powierzchni na miejscu 163).